# 凱迪拉克XT6
凯迪拉克XT6（Cadillac XT6）是通用汽车公司生产的一款七座豪华中型跨界SUV。该车于2019年1月12日在北美国际车展上推出，並于2019年6月上市销售。 該車型是凯迪拉克的第三款跨界SUV。

## 概述

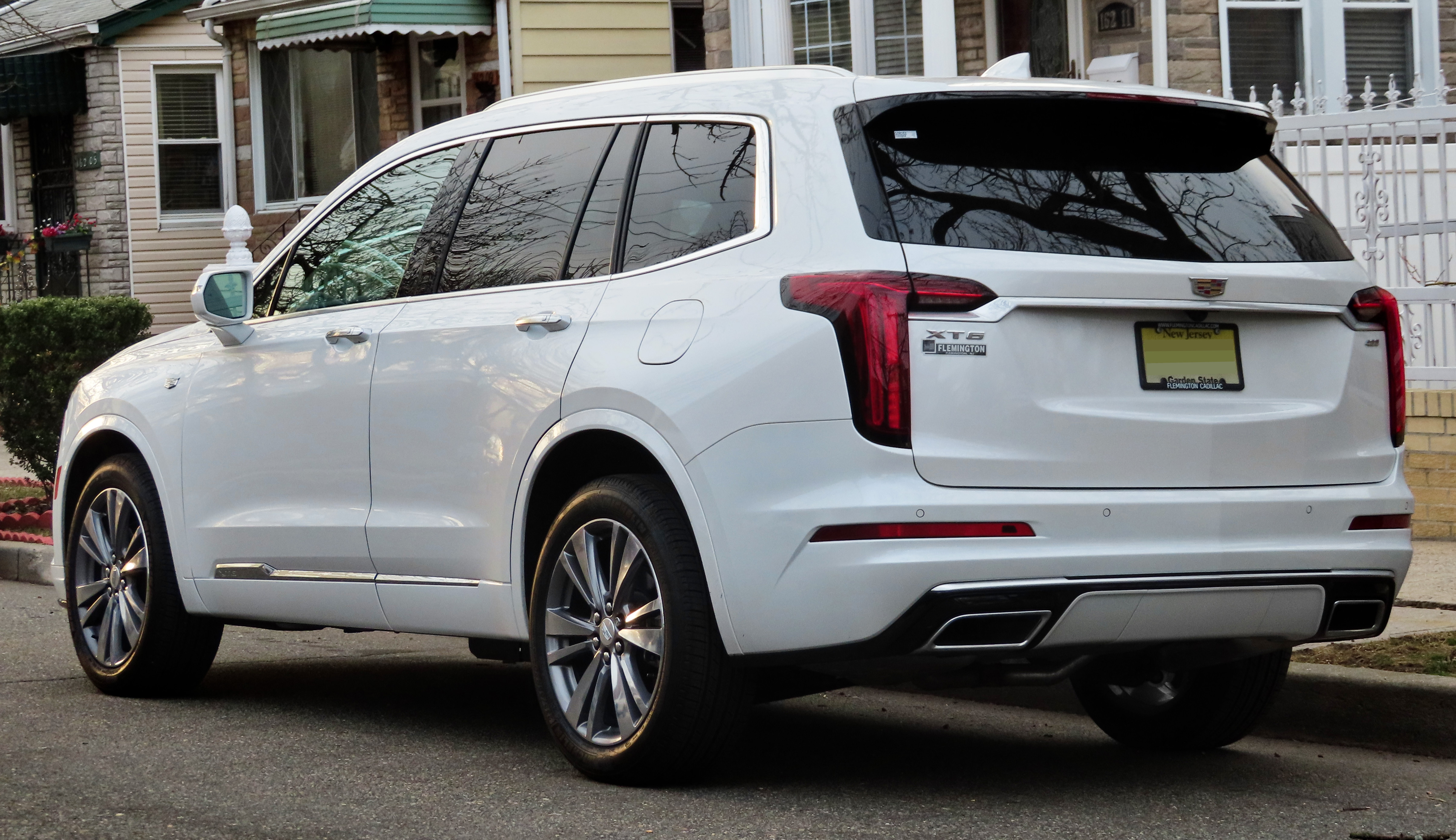
后视图

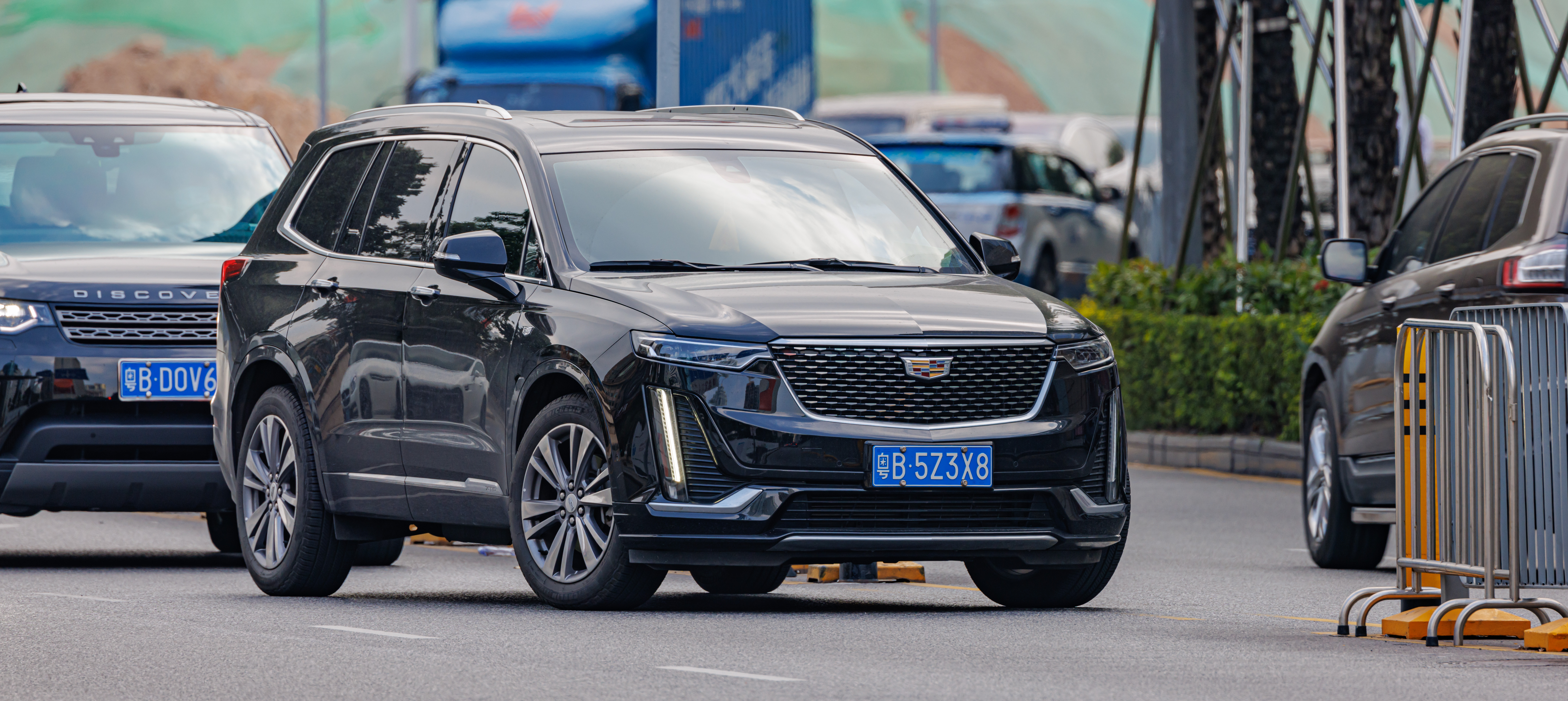
凱迪拉克XT6中國大陸規格

XT6由通用汽车位于田纳西州斯普林希尔的工厂生产，而面向中国市场的XT6由上汽通用在上海生产。 XT6于2020年2月在俄罗斯上市销售，並於2020 年初在日本销售。該車共有六人座位。 